# 1963년 팬아메리칸 게임
1963년 팬아메리칸 게임은 1963년 4월 20일부터 5월 5일까지 브라질의 상파울루에서 열린 4번째 팬아메리칸 게임이다.

## 참가국
- 아르헨티나
- 바하마
- 바베이도스
- 버뮤다
- 브라질 (개최국)
- 캐나다
- 칠레
- 쿠바
- 에콰도르
- 엘살바도르
- 과테말라
- 영국령 기아나
- 자메이카
- 멕시코
- 네덜란드령 안틸레스
- 파나마
- 페루
- 푸에르토리코
- 트리니다드 토바고
- 우루과이
- 미국
- 베네수엘라

## 개최 종목
- 근대5종
- 농구
- 다이빙
- 레슬링
- 배구
- 복싱
- 사격
- 사이클
- 수구
- 수영
- 승마
- 싱크로나이즈드 스위밍
- 야구
- 역도
- 요트
- 유도
- 육상
- 조정
- 체조
- 축구
- 테니스
- 펜싱

## 메달 집계
| 순위 | 국가                | 금메달 | 은메달 | 동메달 | 합계 |
| ---- | ------------------- | ------ | ------ | ------ | ---- |
| 1    | 미국                | 106    | 56     | 37     | 199  |
| 2    | 브라질              | 14     | 20     | 18     | 52   |
| 3    | 캐나다              | 11     | 27     | 26     | 64   |
| 4    | 아르헨티나          | 8      | 15     | 16     | 29   |
| 5    | 쿠바                | 4      | 6      | 4      | 14   |
| 6    | 우루과이            | 4      | 1      | 8      | 13   |
| 7    | 베네수엘라          | 3      | 5      | 9      | 17   |
| 8    | 멕시코              | 2      | 8      | 15     | 25   |
| 9    | 칠레                | 2      | 2      | 6      | 10   |
| 10   | 트리니다드 토바고   | 1      | 1      | 2      | 4    |
| 11   | 영국령 기아나       | 1      | 0      | 0      | 1    |
| 12   | 네덜란드령 안틸레스 | 0      | 4      | 2      | 6    |
| 13   | 자메이카            | 0      | 2      | 2      | 4    |
| 13   | 푸에르토리코        | 0      | 2      | 2      | 4    |
| 15   | 과테말라            | 0      | 2      | 0      | 2    |
| 16   | 파나마              | 0      | 1      | 3      | 4    |
| 17   | 페루                | 0      | 1      | 1      | 2    |
| 18   | 바베이도스          | 0      | 0      | 3      | 3    |
| 합계 | 합계                | 156    | 153    | 154    | 463  |